# Liste von Psychiatrien in der Freien Hansestadt Bremen
Die Liste von Psychiatrien in Bremen ist eine unvollständige Liste und erfasst ehemalige und aktuelle psychiatrische Fachkliniken des Landes Bremen.

## Liste
| Name                                                                                            | Gründung | Bemerkungen | Bild |
| ----------------------------------------------------------------------------------------------- | -------- | --- | ---- |
| Klinik Dr. Heines                                                                               | 1764     | Gegründet 1764, später Sanatorium für Nerven- und Gemütskranke, ab 1964 im Besitz von Karl-Dieter Heines, heute in der Trägerschaft von Ameos. |      |
| Klinikum Bremen-Ost: Zentrum für Psychosoziale Medizin                                          | 1904     | Gegründet als St.-Jürgen-Asyl für Geistes- und Nervenkranke, später Bremische Heil- und Pflegeanstalt.                                         |      |
| Klinikum Bremen-Nord: Psychiatrisches Behandlungszentrum Nord, Psychiatrische Institutsambulanz |          | [ 2 ] |      |
| Zentrum für seelische Gesundheit Bremen – ambulante Reha für Psychosomatik und Psychotherapie   |          | Dr. Becker Unternehmensgruppe. |      |